# Harriet (film)
Harriet är en amerikansk biografisk film från 2019 i regi av Kasi Lemmons, som också skrev filmens manus tillsammans med Gregory Allen Howard. Titelrollen, som frihetskämpen och slaverimotståndaren Harriet Tubman (1822–1913), spelas av Cynthia Erivo.

## Rollista
- Cynthia Erivo – Araminta "Minty" Ross / Harriet Tubman
- Leslie Odom Jr. – William Still, abolitionist i Philadelphia som introducerar Harriet till den underjordiska järnvägen
- Joe Alwyn – Gideon Brodess, Harriets sista slavägare
- Clarke Peters – Ben Ross, Harriets far
- Vanessa Bell Calloway – Rit Ross, Harriets mor
- Vondie Curtis-Hall – Reverend Samuel Green
- Jennifer Nettles – Eliza Brodess, Gideons mor
- Janelle Monáe – Marie Buchanon
- Omar Dorsey – Bigger Long
- Tim Guinee – Thomas Garrett
- Zackary Momoh – John Tubman
- Deborah Ayorinde – Rachel Ross, Harriets syster
- Henry Hunter Hall – Walter
- Tory Kittles – Frederick Douglass, abolitionist
- Michael Marunde – Edward Brodess, Harriets första slavägare och Gideons far